# Люксембург (станція, Париж)
48°50′48″ пн. ш. 2°20′25″ сх. д. / 48.846667° пн. ш. 2.340278° сх. д.
Люксембург (фр. Luxembourg) — станція лінії RER B, Париж, Франція.
Розташована під бульваром Сен-Мішель на межі 5-го і 6-го округу, на схід від Люксембурзького саду.
В 2015 році пасажирообіг станцією склав 5 670 876 пасажирів.

## Конструкція
Односклепінна глибокого закладення з двома прямими береговими платформами.

## Історія
- 31 березня 1895: відкриття станції як кінцевої, у складі Ligne de Sceaux[en]
- 1937/38: електрифікація «Ligne de Sceaux» та станції напругою 1500 вольт постійного струму за допомогою повітряних ліній.
- 1948: станція під орудою RATP.
- 8 грудня 1977: у складі лінії RER B, та відкриття дистанції на північ до станції Шатле — Ле-Аль, тунелем завдовжки 2600 м під Сеною

## Визначні місця
У кроковій досяжності знаходяться:
- Люксембурзький сад
- Пантеон
- Сенат Франції
- Люксембурзький палац

## Пересадки
- Автобуси: 21 , 24 , 27 , 38 , 82 , 84 і 89 мережі RATP, та вночі маршрутами N14 , N21 і N122 мережі Noctilien[en].

| Попередня станція     | Лінія | Лінія     | Лінія | Наступна станція |
| --------------------- | ----- | --------- | ----- | ---------------- |
| Сен-Мішель — Нотр-Дам |       | RER RER B |       | Порт-Рояль       |